# 生產集
生產集(英語：production set)指的是輸入以及輸出在科技所允許的狀況下，所有輸入及輸出組合的集合，他被用於計算利润最大化問題的一部分。